# CD audio
El Compact Disc Digital Audio o CDDA (en español «disco compacto de audio digital») es un tipo de disco compacto diseñado para almacenar audio en formato digital. Comenzó a ser comercializado en 1982 por las empresas Philips y Sony. Fue el primer sistema de grabación óptica digital. También se lo conoce como CD-A.
Con el formato del CD-A se pretendía superar las limitaciones de los formatos convencionales, instituyéndose en el primer sistema de reproducción de sonido que apenas se deteriora con el uso, puesto que puede reproducirse una y otra vez, sin perder calidad de sonido.
El documento denominado Red Book («libro rojo») define el estándar para los CD-A. Pertenece a un conjunto de estándares conocido como Rainbow Books que contiene las especificaciones técnicas para todos los formatos de la familia de discos compactos. La primera edición del Red Book fue publicada en 1980 por parte de Philips y Sony y fue adoptada por el Digital Audio Disc Committee («comité del disco digital de audio») y ratificada bajo la norma IEC 908. El estándar no se distribuye libremente y debe ser licenciado por Philips.

## Especificaciones
El CDDA pertenece a la familia del disco compacto; esta familia incluye también al CD-ROM, CD-R y CD-RW (cada uno de estos formatos cuenta con su propio estándar). Tiene un diámetro de 120 milímetros (aunque también se comercializaron CD con un diámetro de 80 milímetros). El audio se registra en formato digital, codificado mediante el sistema PCM con una frecuencia de muestreo de 44 100 muestras por segundo y con dos canales (sonido estereofónico), con una resolución de cuantificación digital de 16 bits por canal (lo que permite un rango dinámico de 96 dB). Debido a la frecuencia de 44 100 muestras por segundo, según el teorema de muestreo de Nyquist-Shannon, este formato permite reproducir frecuencias de hasta 22,05 kHz, ligeramente por encima del límite superior de la audición humana. La capacidad estándar del CD-A es de 74 y 80 minutos, existiendo también los de 90 y 99 minutos que son difíciles de encontrar y no son compatibles con todos los reproductores. También existen discos ópticos con diámetro algo menor (de 80 mm) que permiten el registro de 21 minutos de audio.

## Grabación y reproducción
Todo equipo de lectura o grabación de CD cuenta con dos motores:
- El motor de rotación del disco, en el cual se mantiene una velocidad lineal constante (en inglés constant linear velocity o CLV). Dicha velocidad es de 1,3 m/s. Esto significa que, en cada segundo, el lector explora un tramo cuya longitud es de 1,3 metros. Que la velocidad lineal sea constante implica que la velocidad de rotación del disco no es uniforme. Cuando el cabezal de lectura/grabación está cerca del borde, el motor hace rotar el disco más lento que cuando este está cerca del centro. La reproducción o grabación se realiza desde el centro, donde la velocidad angular es de 500 RPM; hacia la periferia donde esta es de 200 RPM.
- Un segundo motor mueve el diodo láser a lo ancho del disco. El láser suele tener una longitud de onda en el aire de 782 nanómetros.

### Copias comerciales
Los CD-A comerciales se graban en un proceso de dos etapas:
- La primera etapa consiste en la grabación de un disco maestro que se realiza sobre un disco de vidrio pulido cubierto con una fina lámina de material fotosensible. Un rayo láser de alta potencia vaporiza pequeñas partes del material que recubre el vidrio dejando unas marcas. Luego se ataca al disco químicamente y donde se había fijado las marcas se producen pequeños huecos: los «pozos» (pits en inglés) y los «valles» (lands).
- La segunda etapa consiste en la grabación del disco estampador que estampa las copias comerciales calcando las protuberancias del disco maestro.

### Grabación óptica
Las grabadoras de CD-Audio (que no se usan para grabar discos comerciales) siguen un proceso diferente, donde el disco no es procesado químicamente, sino que se sigue un único proceso de grabación óptica digital.
El disco compacto es un disco de 1,2 mm de grosor cubierto de una capa de aluminio reflectante y con una base de policarbonato. Sobre esta superficie actuará un rayo láser y grabará los huecos. Una vez registrada la información, esta es protegida mediante una nueva capa acrílica formada por lacas y plásticos que intentan evitar que las marcas (pozos y valles) se borren (si se llenan los huecos) o que se creen nuevos huecos.
Durante la grabación, un infrarrojo emite un rayo láser hacia un espejo situado en el cabezal y la luz reflejada en el espejo atraviesa una lente y queda enfocada un punto sobre la base de policarbonato. Esta luz enfocada va grabando huecos, que contrastarán con las zonas donde no hay huecos.
Los puntos (tanto lands como pits) tienen una anchura de 0,6 micrómetros de profundidad. Estos puntos configuran una especie de código Morse que será reinterpretado en la fase de reproducción durante la conversión digital a analógico. Estos se van grabando en una única espiral (en la que se pueden llegar a integrar 99 pistas, teniendo la separación entre las pistas una anchura de 1,6 micrómetros). La espiral comienza en el interior del disco (cercana al centro), y finaliza en la parte externa.

### Reproducción óptica
La lectura óptica es relativamente sencilla. Durante la reproducción, cuando el rayo láser incide sobre la capa de aluminio reflectante, la luz es reflejada, dispersada y reencaminada mediante una serie de lentes y espejos hacia un fotodiodo receptor. 
Este fotodiodo es capaz de interpretar la señal digital. Esto se debe a que la luz que llega al valle es reflejada y va desfasada medio periodo con respecto a la que viene del saliente (land), que es dispersada. Esto permite al fotodiodo convertir la información óptica al código binario:
- Se da el valor 0 tanto a la sucesión de salientes (lands), como a la sucesión de no salientes (pits).
- Se da el valor 1 si se produce un cambio de superficie en el sentido que sea: tanto pozo a valle, como valle a pozo.

Una vez interpretada la señal digital, la envía a un conversor digital a analógico que transforma la señal digital en señal eléctrica analógica. Esta señal de salida será enviada a los equipos que tengan que amplificarla, procesarla o convertirla nuevamente en presión sonora para poder oírla.

## Corrección de errores
Como sistema de corrección de errores, los CD-Audio introducen una codificación CIRC (siglas en inglés de Cross-Interleave Reed-Solomon Code, en español «código Reed-Solomon de intercalación transversal»). El código Reed-Solomon debe su nombre a sus desarrolladores.
Es un sistema útil si surgen problemas durante la reproducción. No tienen por qué ser grandes problemas: una simple mota de polvo, un arañazo, o una huella digital pueden producir errores.
Un sistema de corrección de errores puede reconstruir la señal si las muestras dañadas (ya sean errores aleatorios o errores de ráfaga) no sobrepasan la capacidad del sistema. Cuando se producen estos errores leves, el sistema los corrige automáticamente sin consecuencias para la percepción sonora.
Cuando el número de errores es tal que no puede corregirse automáticamente, el sistema realiza una interpolación, que consiste en sacar la media matemática entre los valores adyacentes (anterior y posterior). Aunque el valor interpolado no sea el correcto, al menos, no producirá un efecto desagradable. La interpolación también recibe el nombre de promediado u ocultación. Si se dan muchos casos en que los valores hayan tenido que ser promediados, es posible que el disco esté sucio.
En los casos en que la interpolación no es posible, lo que se hace es «retener» la muestra anterior. En este caso lo que hace el sistema es anular automáticamente la salida si detecta varias retenciones. Que se anule la salida, indica que se ha sobrepasado la capacidad de corrección de errores del equipo. Aunque el equipo permita reproducir la señal con errores, el sonido resultante puede ser desagradable (con distorsiones) o puede desaparecer.

## Actualidad
El CD-A logró desplazar a los casetes, hasta el punto de que ninguna productora lanza álbumes en este formato. Los discos de vinilo también cayeron en desuso, pero no lo suficiente como para ser sustituidos, ya que a partir de 2006 sufrieron un repunte de popularidad. En 2011, la Asociación de Minoristas del Entretenimiento (ERA por sus siglas en inglés) en el Reino Unido descubrió que los consumidores estaban dispuestos a pagar un promedio de £16.30 ($25.81 USD) por un disco de vinilo a diferencia de £7.82 ($12.38 USD) por un CD y de £6.80 ($10.76 USD) por una descarga digital.
Tras desarrollar conjuntamente el CD, Sony y Philips volvieron a colaborar para sacar un nuevo formato digital que ocupara en el mercado el mismo lugar que el casete compacto y, en 1986, sacaron al mercado la cinta de audio digital (DAT). Después, cada una de ellas sacaron al mercado, en 1992, dos nuevos formatos digitales por separado:
- Philips desarrolló un nuevo formato de casete digital DCC (Digital Compact Cassette), que nunca llegó a implantarse.
- Sony desarrolló el MiniDisc que aunque tuvo una buena aceptación al principio, estaba condenado a ser efímero, pues no tardaría en llegar el DVD-Audio y el Super Audio CD (SACD).

El CD sigue siendo un formato de audio muy arraigado en el mercado pese a que hoy compite con 2 nuevos formatos multicanal denominados formatos de alta definición de audio digital: el DVD-A y el SACD. Sí se ha verificado, en pruebas controladas doble-ciego y con una muestra significativa, que estos formatos (SACD y DVD-Audio) son indistinguibles entre sí. 25 años después de su salida al mercado, parece claro que la decadencia del CD-Audio no es una consecuencia de la aparición de nuevos soportes (que además incluyen sistemas de protección anti-copia que nunca son bienvenidos por el cliente) sino de las facilidades que hoy posibilitan los formatos comprimidos (con o sin pérdida) para la compra o copia de material musical en línea.